# Dringenberg
Dringenberg ist zusammen mit Siebenstern ein Stadtteil der Stadt Bad Driburg im Kreis Höxter, Regierungsbezirk Detmold, Nordrhein-Westfalen. In Dringenberg leben, mit dem Stand vom 31. Dezember 2016, 1764 Einwohner, davon leben 1411 Personen in Dringenberg selbst und 353 in Siebenstern. Damit ist der Ort, abgesehen von der Kernstadt, der bevölkerungsreichste Stadtteil von Bad Driburg. Dringenberg war mit seiner Burg über Jahrhunderte neben Paderborn und Neuhaus der wichtigste Verwaltungssitz im Hochstift Paderborn.

## Klima
Hauptsächlich Südwest- und Westwinde bestimmen das Klima, das als „leichtes Reizklima“ bezeichnet wird. Aufgrund der Wälder (Buchholz/Rietholz) und der Höhenlage bleibt sommerliche Schwüle aus. Im Herbst bildet sich Frühnebel. Die Niederschlagsmenge liegt bei etwa 1150 mm im langjährigen Durchschnitt. Die Durchschnittstemperatur lag 2009 bei 8,4 °C.

## Geschichte
Die Höhenburg Dringenberg gehörte seit ihrer Erbauung von 1318 bis 1323 zur weltlichen Herrschaft des Bistums Paderborn, ursprünglich im Herzogtum Sachsen. Begonnen wurde die Burg unter Bischof Dietrich II. Hinter dem Ausbau stand der weltliche Defensor Dietrichs Bernhard zur Lippe, der schließlich Fürstbischof wurde. 1323 erhielt die Siedlung vor der Burg die Stadtrechte. Ab dem 14. Jahrhundert bildete sich das Territorium Hochstift Paderborn im Heiligen Römischen Reich, darin ab dem 16. Jahrhundert zum niederrheinisch-westfälischen Reichskreis gehörig. 
Die eigentliche Bedeutung des Ortes war immer an seine Burg geknüpft. Vom 15. bis zum 17. Jahrhundert war die Burg Sitz der Paderborner Fürstbischöfe. Im Jahre 1636 im Dreißigjährigen Krieg vollständig zerstört, wurde die Burg danach von Fürstbischof Dietrich Adolf zur Sommerresidenz ausgebaut. Innerhalb des Hochstifts war Dringenberg ein bedeutender Verwaltungssitz. War die Residenz Neuhaus Oberamtsitz für den Unterwaldischen Distrikt, so erfüllte Dringenberg diese Aufgabe für den Oberwaldischen Distrikt sowie das darin gelegene Rentamt Dringenberg. Das Oberamt Dringenberg war in etwa identisch mit dem heutigen Kreis Höxter, ohne das Gebiet um Höxter/Corvey. 

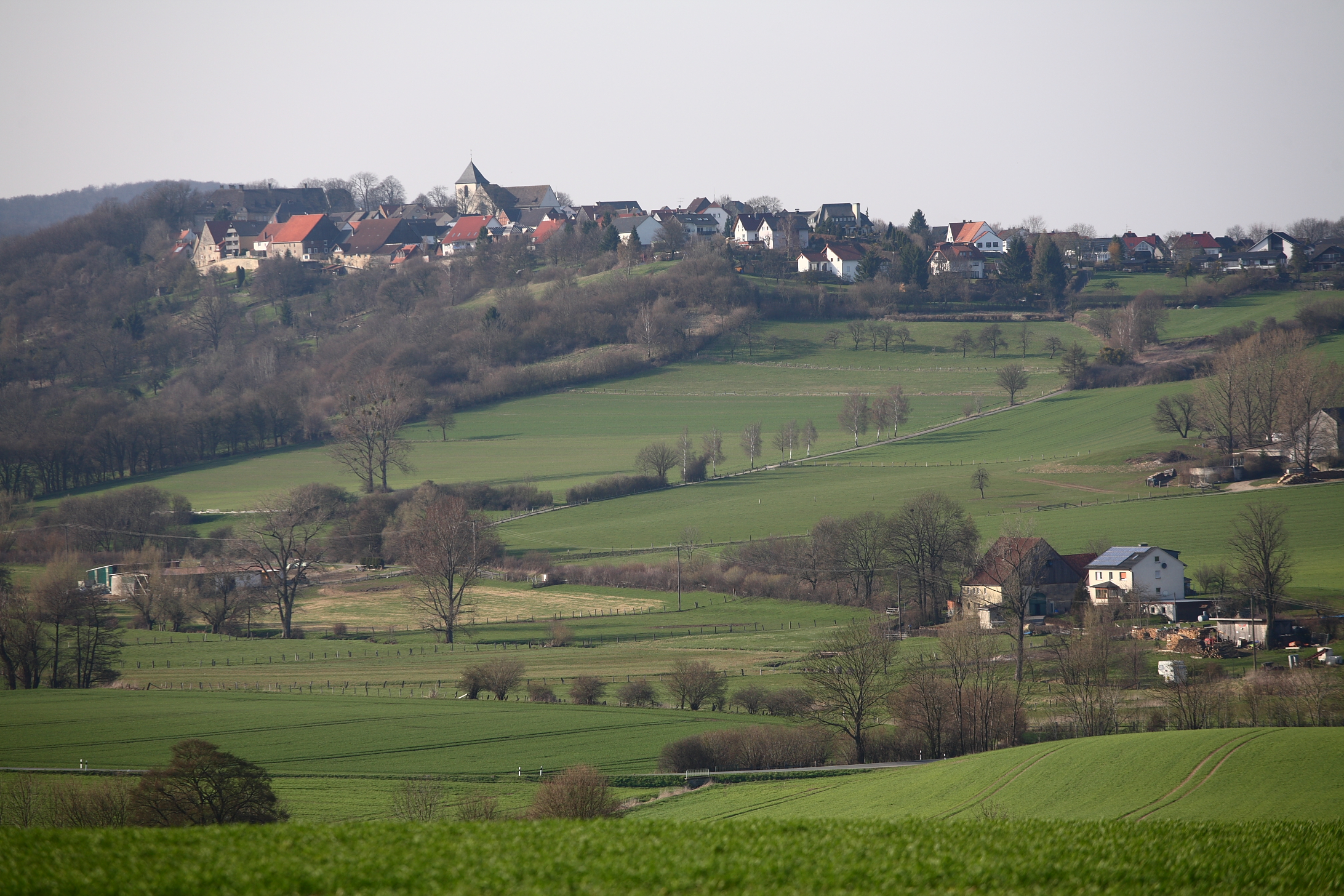
Dringenberg – Blick aus südlicher Richtung von der Schonlau-Kapelle

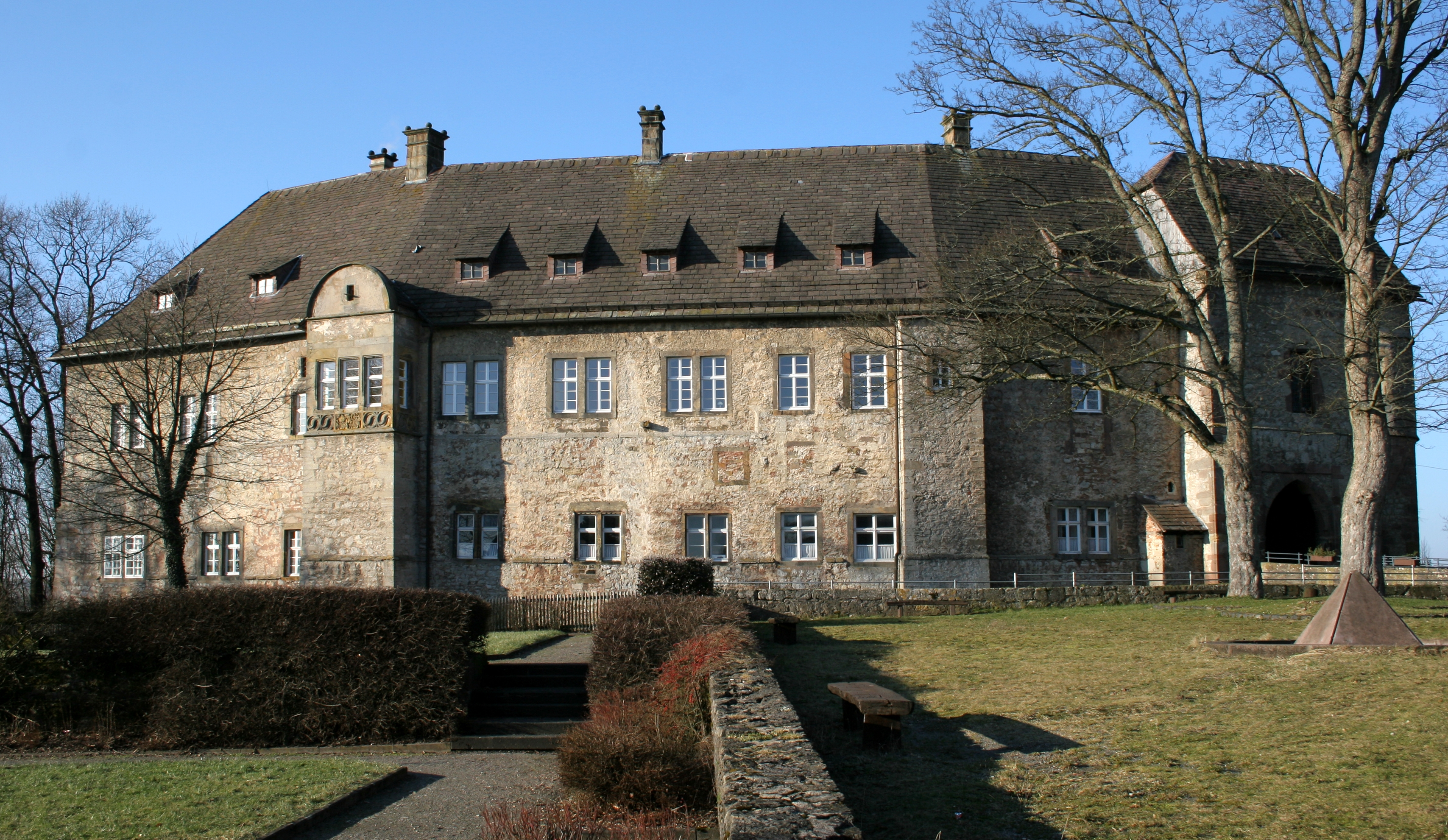
Burg Dringenberg

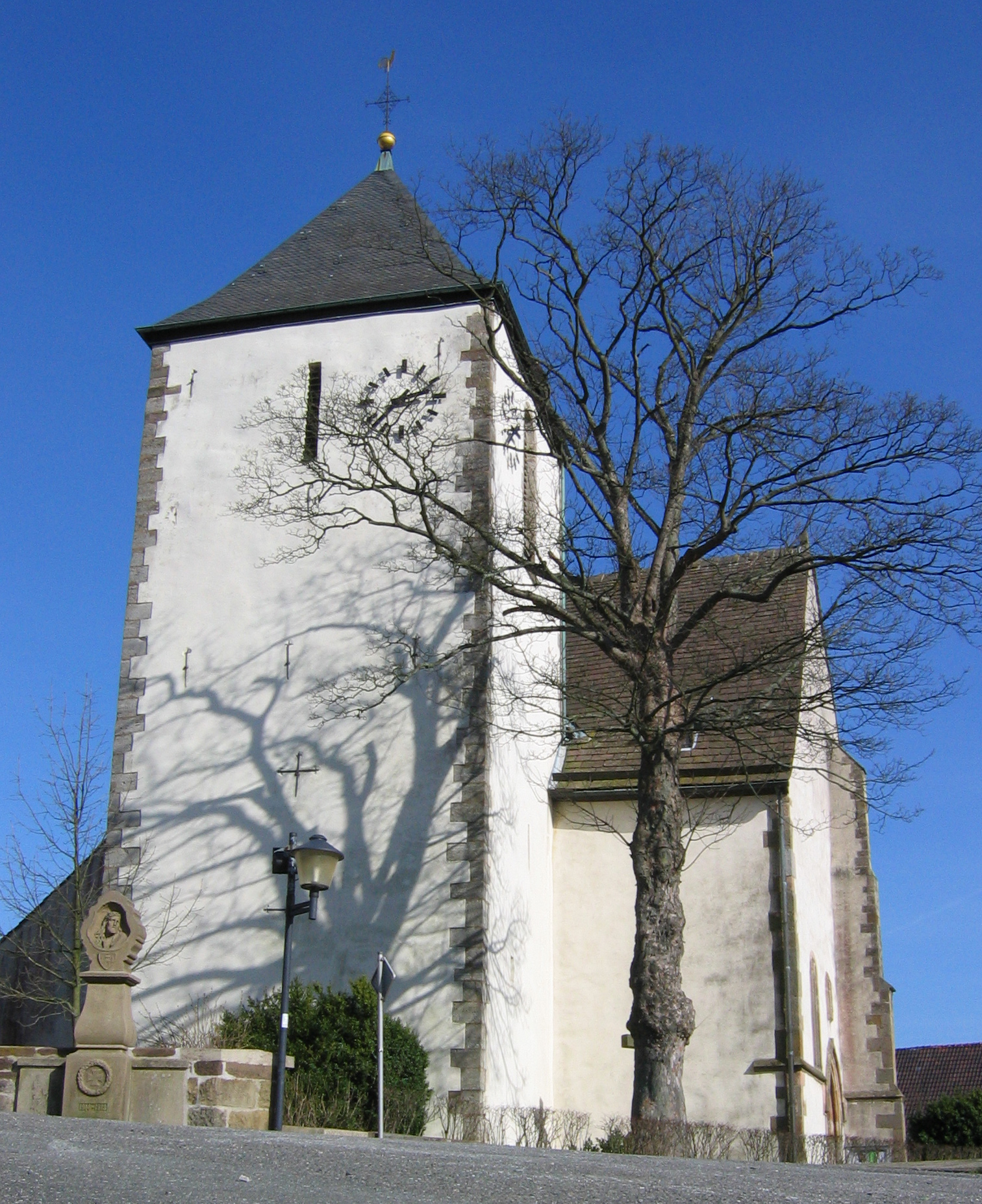
Pfarrkirche Mariä Geburt

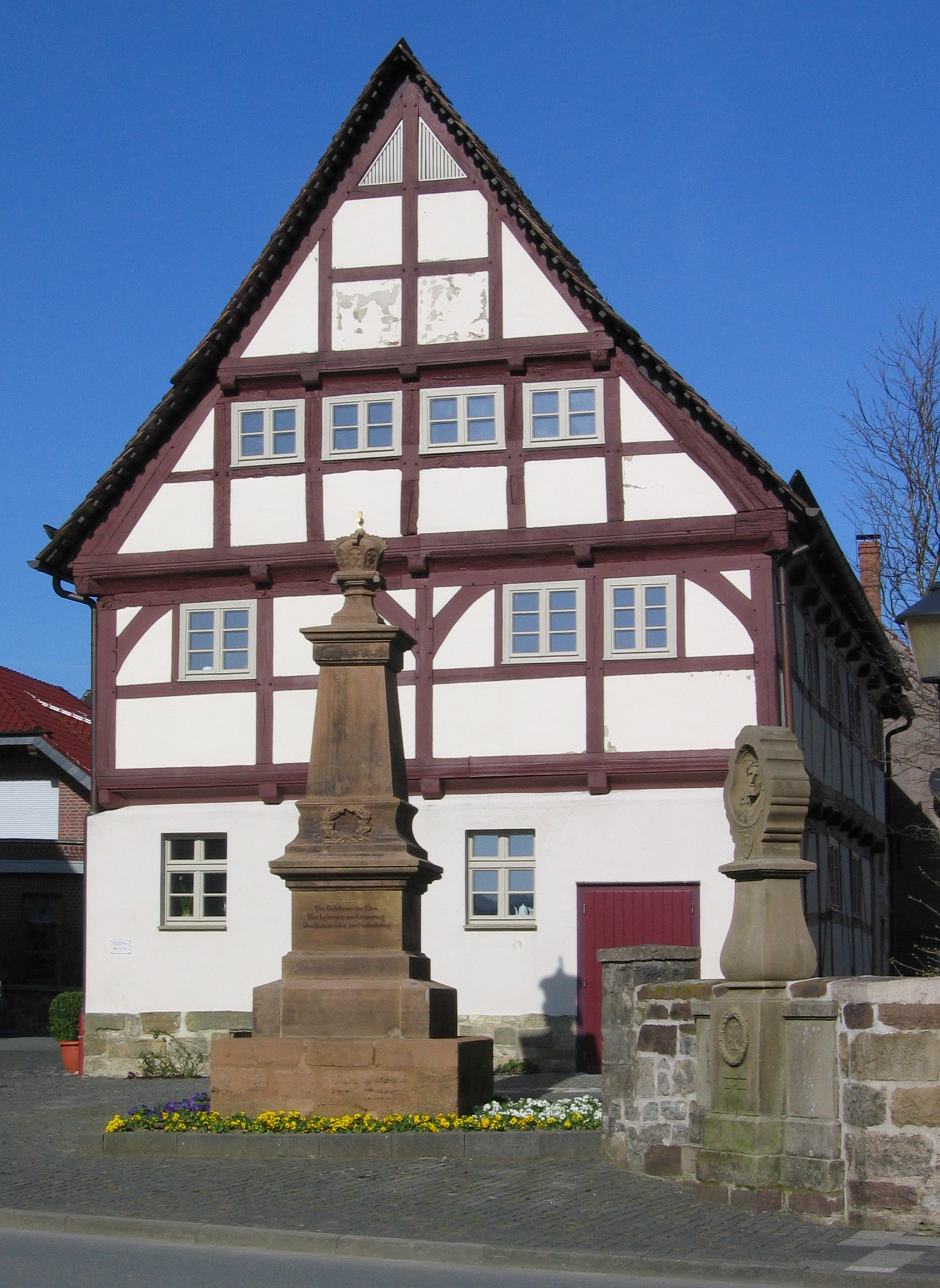
Historisches Rathaus

1802/03 wurde das Hochstift erstmals vom Königreich Preußen in Besitz genommen. In napoleonischer Zeit war Dringenberg Teil des Königreichs Westphalen und Sitz des Kantons Dringenberg, der neben Dringenberg die Gemeinden Schwaney, Altenheerse, Neuenheerse, Kühlsen und Willebadessen umfasste. Die Stadt fiel 1813 wieder an Preußen und kam 1816 zum neuen Kreis Warburg in der Provinz Westfalen. Im Kreis Warburg gehörte Dringenberg zunächst zum Kanton bzw. Amt Dringenberg. Nach dessen Vereinigung mit dem Amt Gehrden in den 1850er Jahren gehörte Dringenberg zum Amt Dringenberg-Gehrden. Sitz der Stadt- und Amtsverwaltung war seit 1825 die Burg.
Am 1. Januar 1975 wurde die Stadt Dringenberg durch das Sauerland/Paderborn-Gesetz in die Stadt Bad Driburg im Kreis Höxter eingemeindet.
Zum Bad Driburger Ortsteil Dringenberg gehört das kleine Walddorf Siebenstern, um 1300 unter dem Namen Elberinghausen erstmals erwähnt. Bekannt wurde der Ort durch die Glashütte Siebenstern, einer bedeutenden Produktionsstätte des Hochstifts Paderborn. Den Namen erhielt der Ort gegen 1780 durch ein Markenzeichen der Glashütte.

### Wappen
| Wappen der früheren Stadt Dringenberg | Blasonierung: „In Gold (Gelb) eine rote Mauer mit kleeblattbogigem offenem Tor; darin ein wachsender Bischof mit blauem Mantel, blauer Mitra und silbernem (weißem) Ornamentstreifen, der seine Rechte segnend erhebt und in der Linken einen silbernen (weißen) Krummstab hält; vor ihm ein silberner Schild, darin eine heraldische rote Rose mit goldenem (gelbem) Butzen und grünen Kelchblättern, über der Mauer ein von zwei roten Zinnentürmen begleiteter breiter roter Mittelturm mit Walmdach, darauf zwei schwarze Kreuze und zwei spitzbedachten Erkertürmchen mit je einem schwarzen Kreuz.“ |
| Wappen der früheren Stadt Dringenberg | Wappenbegründung: Das Wappen wurde 1908 vom preußischen König Wilhelm II. verliehen. Es gleicht weitgehend dem Siegelbild von 1323, dem Jahr der Stadtgründung durch den Paderborner Bischof Bernhard zur Lippe, dessen Bild im Tor zu sehen ist. |

### Banner
|  | 00Banner: „Das Banner ist gespalten von Blau und Weiß mit dem Wappen oberhalb der Mitte.“ |

## Politik
Bezirksausschussvorsitzender von Dringenberg ist seit September 2021 Dieter Legge (CDU). Er löste Meinolf Tewes (CDU) ab, der von 2009 bis 2021 Vorsitzender war.

## Bildung
- Gemeinschaftsgrundschule Dringenberg
- Städtischer Kindergarten

## Sehenswürdigkeiten
- Burg Dringenberg
- Historisches Rathaus
- Die Kirche Mariä Geburt
- Schöpfemühle
- Das Ösetal
- Die Schonlau-Kapelle

## Tourismus
Der Tourismus zählt zu den wichtigsten Einnahmequellen des Dorfes. Neben den zahlreichen Sehenswürdigkeiten und der besonders für Künstler inspirierenden Landschaft locken in dieser überregional als Wanderregion bekannten Gegend viele Wanderwege, die sich durch das Ösetal winden oder an den schroffen Klippen des Berges vorbeiführen, auf dem das Dorf liegt.
Unter Anglern sind die Fischteiche in der Nähe des Dorfes von besonderem Interesse, denn in Deutschland wird nur hier die seltene Adriaforelle gezüchtet, die aufgrund der markanten Flossencharakteristik in Fachkreisen oft als Königin der Forellen bezeichnet wird. Die Obermühle Beine bietet jährlich hunderten Anglern eine Unterkunft, aber auch im Dorfkern und im Westen des Dorfes gibt es Übernachtungsmöglichkeiten.
Besonders die Architektur des mittelalterlichen Dorfes macht auf sich aufmerksam. Besonders die Burg und die Stadtmauer sind Zeugen der mittelalterlichen Vergangenheit des Dorfes. Das Rathaus wurde wieder in den ursprünglichen Baustil der Weserrenaissance zurückversetzt. Heute zählt es zu den bedeutendsten erhaltenen Gebäuden dieses Baustils östlich der Nethe.

## Infrastruktur und Wirtschaft
Durch den Ort führen die Landesstraßen L 820 (Burgstraße) und L 953 (Zum Stadttor). Busse des Nahverkehrsverbunds Paderborn/Höxter der Linien R31 (Willebadessen-Dringenberg-Schwaney-Altenbeken) und 540 (Bad Driburg-Neuenheerse-Willebadessen) durchqueren regelmäßig das Dorf.
Die Bundesstraße 64 ist unweit entfernt und verbindet Dringenberg mit den Städten Paderborn und Höxter.
Der größte Arbeitgeber war bis zum Jahr 2013 mit etwa 300 Mitarbeitern die Firma Walther-Glas (Glasartikel).
Die Zehntscheune im Ortskern dient als lokaler Veranstaltungsraum, beispielsweise für öffentliche Versammlungen oder für das Schützenfest der St.-Sebastian-Schützenbruderschaft Dringenberg.

## Persönlichkeiten
- Ludwig Dringenberg (1410–1477), Pädagoge, Humanist, Kleriker
- Hans Krako (1580–1627), Goldschmied und Schöpfer des Liborischreins im Dom zu Paderborn
- Michael Oestreich (1802–1838), Orgelbauer
- Lilli Schwarzkopf (* 1983), Leichtathletin, lebt im Dringenberger Ortsteil Siebenstern, Silbermedaillengewinnerin im Siebenkampf bei den Olympischen Spielen 2012 in London